# Iphinoe insolita
Iphinoe insolita är en kräftdjursart som beskrevs av Petrescu 1992. Iphinoe insolita ingår i släktet Iphinoe och familjen Bodotriidae. Inga underarter finns listade i Catalogue of Life.